# مينورو تاكيناكا
مينورو تاكيناكا (باليابانية: 竹中 穣) (19 نوفمبر 1976 في هيروشيما في اليابان – )؛ هو لاعب كرة قدم ياباني سابق كان يلعب كمهاجم.

## روابط خارجية
- مينورو تاكيناكا على موقع رابطة كرة القدم اليابانية للمحترفين (اليابانية)
- مينورو تاكيناكا على موقع قاعدة بيانات كرة القدم.إي يو (الإنجليزية)
- مينورو تاكيناكا على موقع عالم كرة القدم.نت (الإنجليزية)